# Vriesea languida
Vriesea languida es una especie de plantas del género Vriesea. Esta especie es endémica de Brasil.